# 浅野一摩
浅野 一摩（あさの かずま、1852年5月26日〈嘉永5年4月8日〉 - 1934年〈昭和9年〉10月30日）は、日本の剣道家。流派は津田一伝流。称号は大日本武徳会剣道範士。

## 経歴
一伝流浅野庄太夫重賢の二男として、現在の福岡県久留米市荘島町に生まれる。重賢が若くして病没後、一門とともに津田一左衛門正之に合流、津田一伝流の極意印可巻を授かる。
1883年（明治16年）、福岡県警察本部教習所の剣道教授となる。
1894年（明治27年）、日清戦争中の広島大本営で開かれた天覧試合に出場する。
1896年（明治29年）、第2回武徳祭大演武会に出場。高野佐三郎に敗れる。
1897年（明治30年）、大日本武徳会から精錬証を授与される。この年授与された人物は浅野一摩、柴江運八郎、内藤高治、下江秀太郎、鈴木重信の5名であった。
1899年（明治32年）、第4回武徳祭大演武会に出場。中山博道に敗れる。
1905年（明治38年）、大日本武徳会から剣道教士号を授与される。
1911年（明治44年）、大日本帝国剣道形制定の委員を務める。
1918年（大正7年）、大日本武徳会から剣道範士号を授与される。
福岡県立中学修猷館、福岡市立福岡商業学校でも教えた。門人には、松井松次郎、田中耕太郎（最高裁判所長官）らがいる。
兄の浅野彰太も有名な剣客であった。彰太の弟子に小城満睦がいる。
没後、武徳会は福岡市内の福岡県公会堂で武徳葬を行い、一等有功章を贈った。